# Saint-Marc (Brest)
Pour les articles homonymes, voir Saint-Marc.
Saint-Marc est une ancienne commune du Finistère située à l'est de Brest. Elle forme depuis le 28 avril 1945 un quartier de la ville de Brest.

## Géographie
Le bourg de Saint-Marc s'est développé initialement en bordure de la grève de Saint-Marc, au pied des falaises bordant le plateau sur lequel s'étendait la majeure partie du territoire paroissial, au débouché de l'un des ravins permettant un accès pentu, mais néanmoins relativement aisé, entre le bord de mer et le plateau (actuelle "Rampe du Vieux Bourg"). D'autres ravins échancrent le bord de ce plateau, le plus important étant celui de la rue Pierre-Sémard qui a longtemps été une véritable séparation physique entre la ville de Brest et le quartier du Guelmeur avant la construction du pont du Forestou, ou le ravin boisé de Dour Braz, espace naturel méconnu des Brestois.

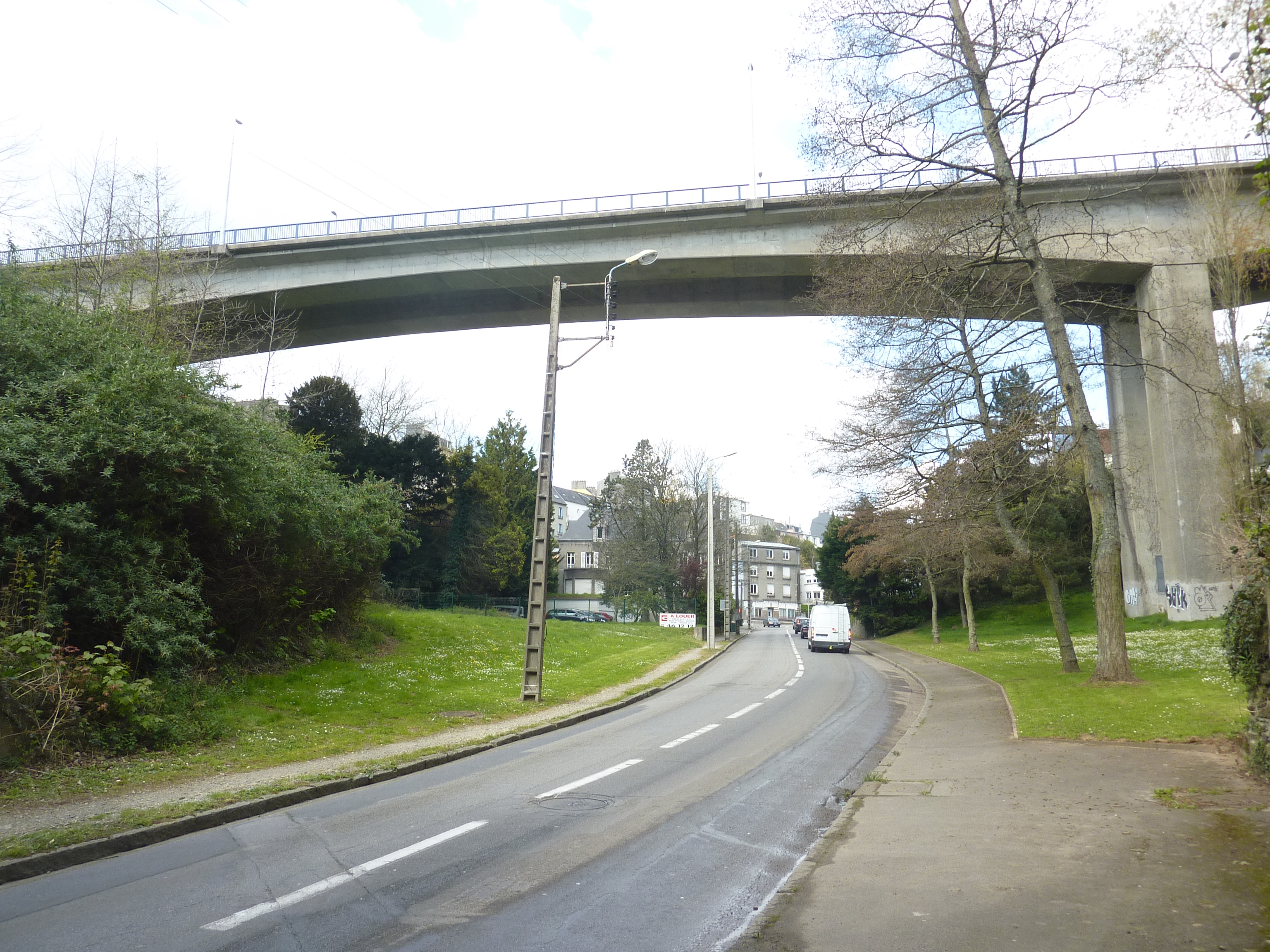
Le pont du Forestou sur la rue Pierre-Semard.
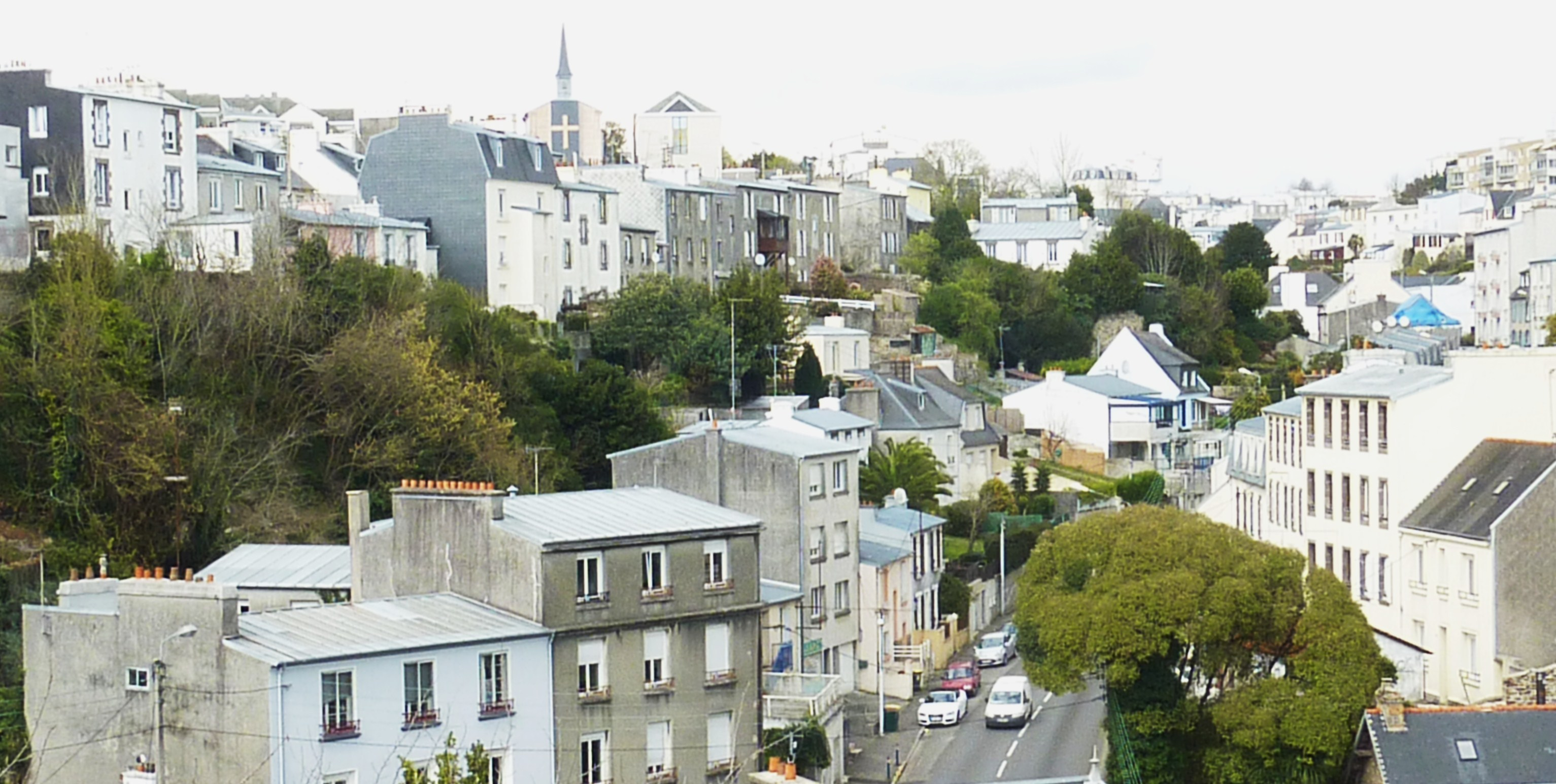
Le ravin de la rue Pierre-Semard et le quartier de Poul-ar-Bachet.
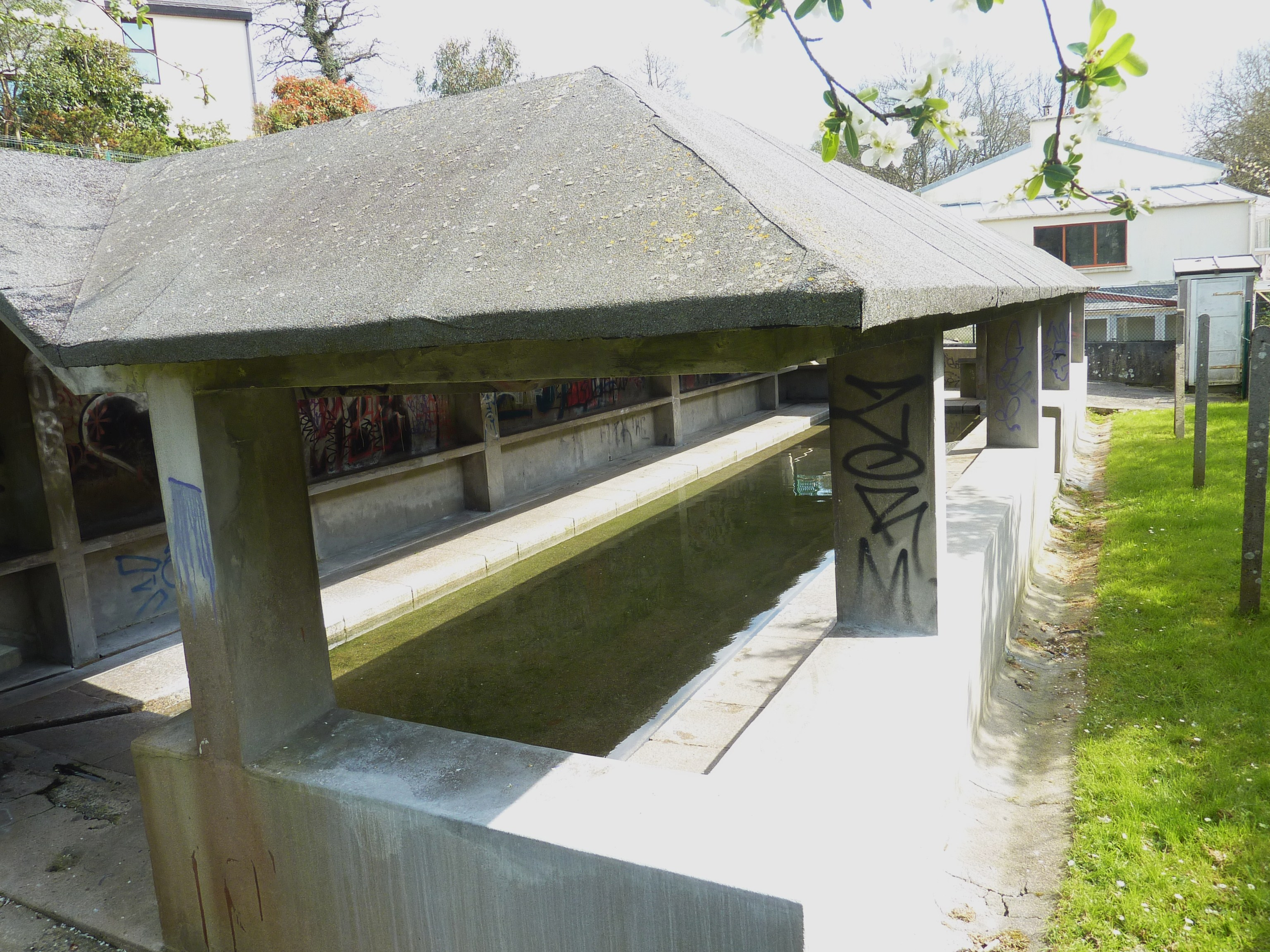
Le lavoir de Dour Braz, rue du Brigadier-Le-Cann.
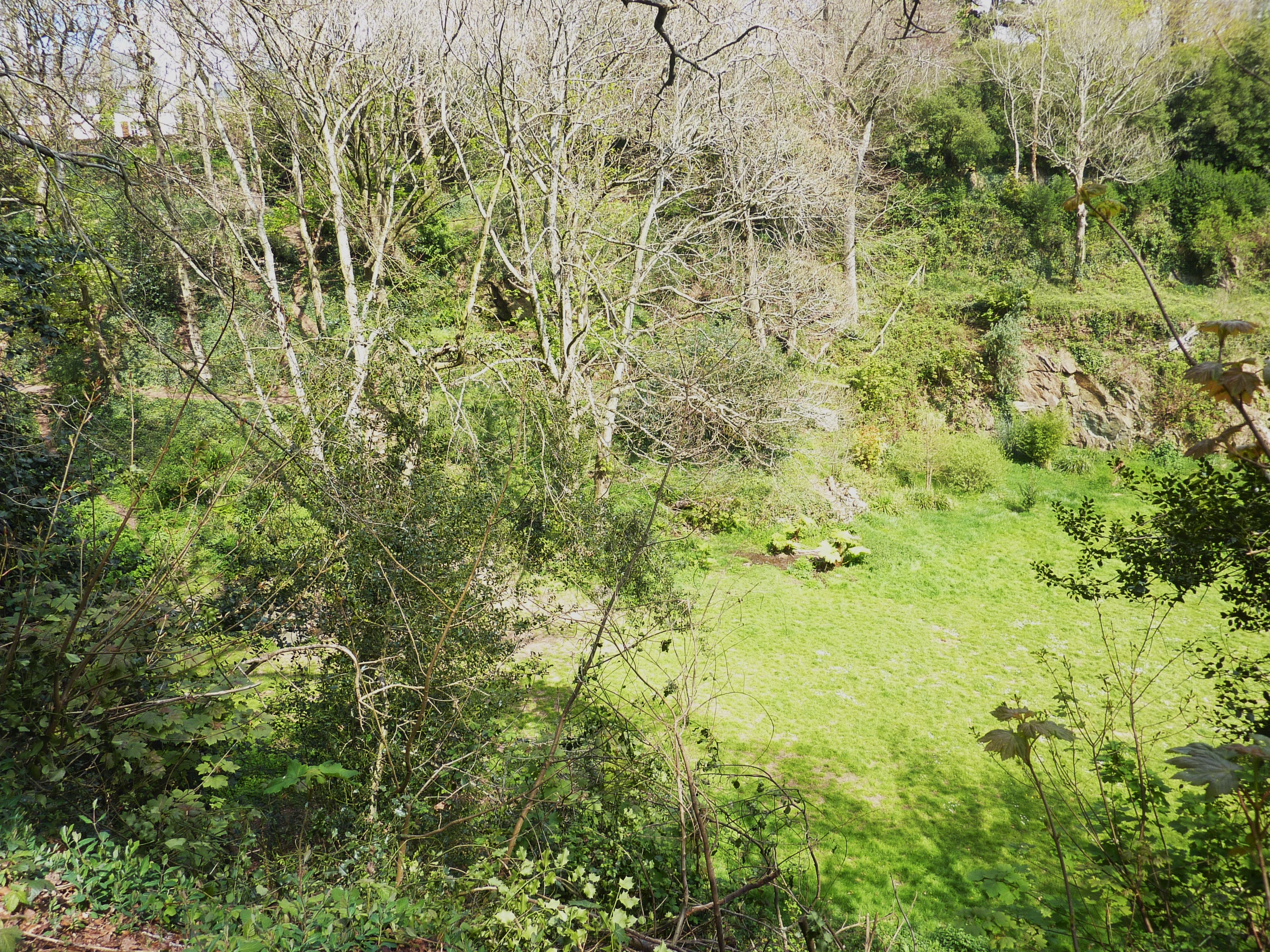
Le bois et ravin du Dour Braz.
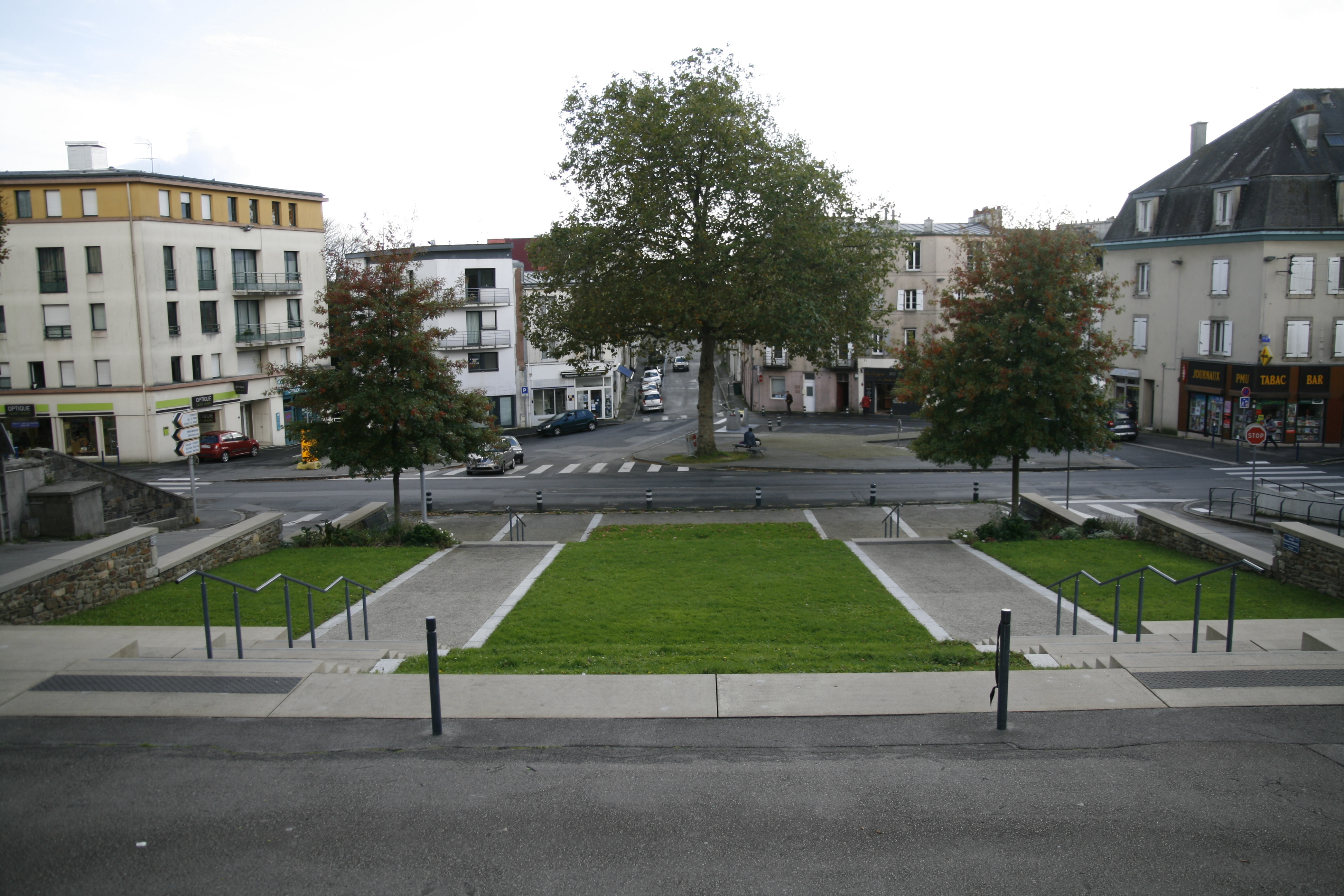
Parvis de l'église.

## Histoire

### Moyen Âge
La première mention de Treninez remonte à 1449. Elle fait référence à un village situé au bord de la rade à l'emplacement actuel de la chapelle Notre-Dame-de-Bon-Port (connue de nos jours sous le vocable de « chapelle du Vieux-Saint-Marc » ou  « du vieux bourg »). On trouve ultérieurement la graphie Trénivez sans doute dans le sens de « trève neuve » (une trève est une subdivision d'une paroisse).

### Du XVIe au XVIIIe
En 1635 Treninez devient une trève du prieuré des Sept-Saints à Brest (l'un des prieurés de l'abbaye de Saint-Mathieu), consacrée à saint Ignace (Inez). En 1681 elle est cédée à Lambézellec, mais le recteur de Lambézellec se plaint régulièrement que l'état des chemins l'empêche de s'y rendre. Au XVIIIe siècle, Saint-Marc est une trève dépendant de la paroisse de Lambézellec.
Les autorités ecclésiastiques imposèrent le changement de nom, substituant celui de saint Marc en remplacement de saint Ninez par volonté de francisation des saints bretons au XVIIe siècle.
Le nom de Saint-Marc apparaît en 1721 et celui de Treninez disparaît à l'époque de la Révolution française. Saint-Marc devient une paroisse en 1823.
En 1759, une ordonnance de Louis XV ordonne à la paroisse de Saint-Marc-Trenivez de fournir cinq hommes et de payer 32 livres pour « la dépense annuelle de la garde-côte de Bretagne ».

### La Révolution française
En 1789, les deux députés chargés de représenter la paroisse de Saint-Marc lors de l'élection des députés du Tiers-État de la sénéchaussée de Brest pour les États généraux sont Yves Le Goff et Pierre Quéméneur.

### LeXIXesiècle

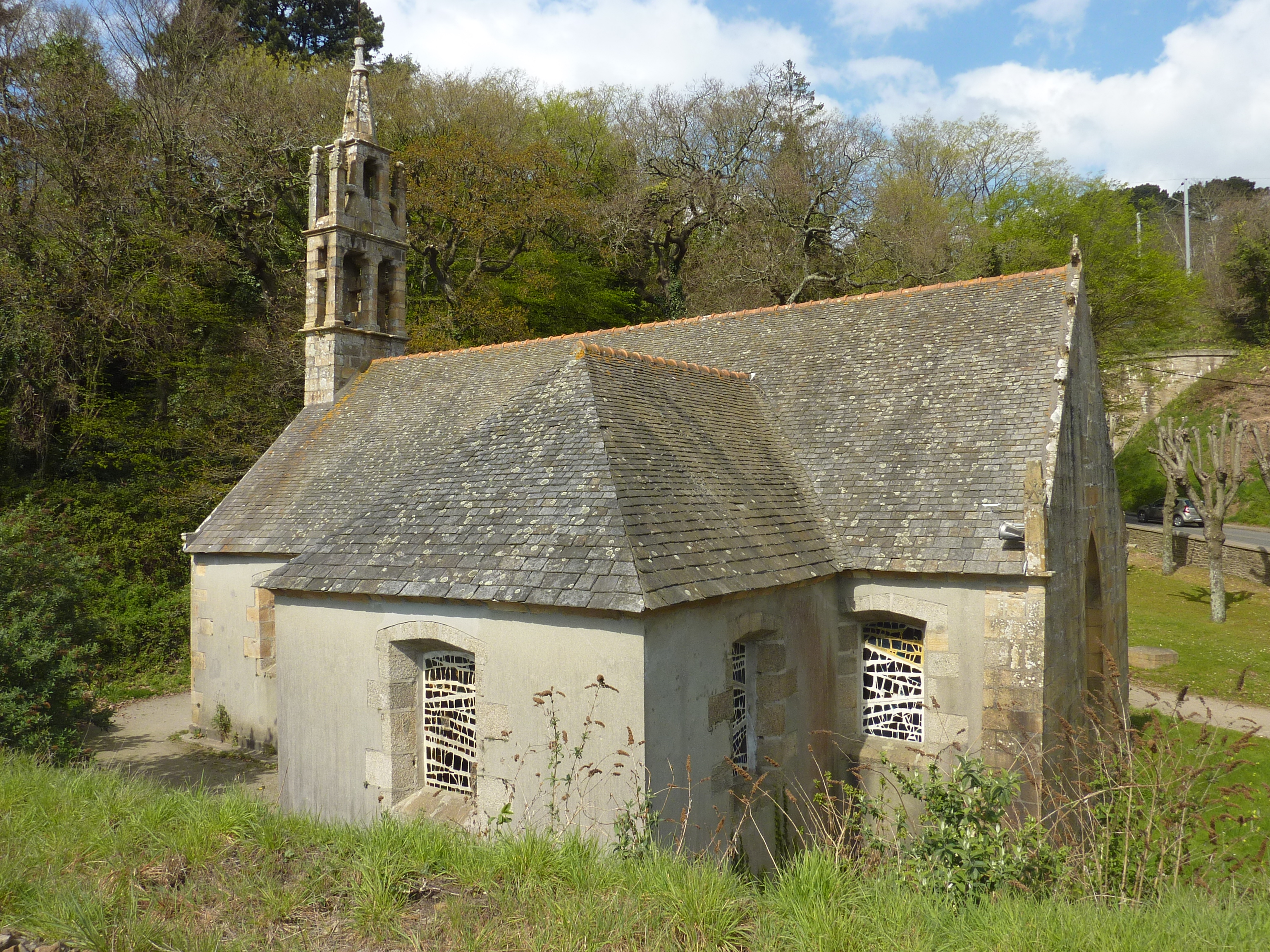
La chapelle du vieux bourg de Saint-Marc (ancienne église paroissiale).

En 1862, le remblai de la ligne de chemin de fer Paris-Brest traversant le village, à quelques mètres de l'église, le conseil municipal décide de construire une nouvelle église et de transférer le bourg sur la hauteur de la commune. En 1864, à la suite d'une demande du conseil municipal de Saint-Marc qui déclare que « le choix de l'emplacement du nouveau bourg a été judicieusement choisi (...) à égale distance des extrémités de la commune ; mais attendu qu'à la partie du nouveau bourg (à 92 mètres), on arrive sur le territoire de Lambézellec » et que pour cette raison « il a demandé l'annexion de 26 ha appartenant à Lambézellec », le Conseil général du Finistère émet un avis favorable à cette demande, les 200 habitants concernés étant tous favorables à cette demande. Ce transfert est officialisé par le décret du 24 mai 1865.
En 1868, une partie des habitants du village du Rody, commune de Guipavas, demandent à leur tour leur rattachement à Saint-Marc, mais cette demande est rejetée, 12 habitants seulement se déclarant favorables et 122 habitants opposés. Parmi les autres arguments avancés pour le rejet de la demande, « l'annexion entraînerait de graves préjudices pour les habitants de Guipavas (...) ; ils se verraient dépossédés d'une grève si riche pour leur agriculture ; Saint-Marc est pourvu d'une étendue de grève qui suffit et au-delà aux besoins de l'agriculture pour son territoire ».
En 1872, une salle d'asile publique est créée à Saint-Marc. En 1879, les deux maisons d'école de Saint-Marc, « construites depuis quatorze ans seulement, se trouvent aujourd'hui dans un état de délabrement qui exige des réparations urgentes et nécessaires ».
Au XIXe siècle, Saint-Marc est peu concerné par les épidémies successives de choléra qui frappent à maintes reprises Brest (2 267 morts), Saint-Pierre-Quilbignon (89 morts), Lambézellec (314 morts) et maintes autres communes du Finistère comme Guipavas (122 morts) : seule l'épidémie de 1885-1886 y provoque trois morts (un enfant, un tanneur domicilié au Pont-Neuf, un journalier agricole).
Pour lutter contre l'alcoolisme, une surtaxe est perçue par la commune de Saint-Marc à son octroi, elle était de 21 francs par hectolitre d'alcool pur vers 1870 mais à partir du 1er janvier 1875, la surtaxe est abaissée à dix-neuf francs par hectolitre d'alcool pur contenu dans les eaux-de-vie, esprits, liqueurs et fruits à l'eau-de-vie, et par hectolitre d'absinthe pour compenser l'augmentation de deux francs de la taxe principale perçue par le Conseil général.
En 1896, Benjamin Girard écrit : « La côte de Saint-Marc, de Poullic-ar-Lor au Moulin-Blanc, offre un aspect très pittoresque : elle est couverte de villas et d'habitations bourgeoises et cette partie de la commune tend à devenir, de plus en plus, un véritable faubourg de la ville de Brest ».
La population passe de 1000 habitants en 1789 à 8000 en 1939. À cette époque, Saint-Marc se transforme rapidement d'une commune rurale en une banlieue de Brest, habitée par les ouvriers de l'arsenal, où l'on trouve une usine à gaz (depuis 1841), une usine d'eau potable, un casino. Dès 1863 au moins, une chocolaterie de la Compagnie espagnole y est implantée.
Le port de commerce de Brest s'est, à partir du Second Empire, développé en bonne partie sur le territoire de la commune de Saint-Marc. Albert Clouard le décrit ainsi en 1892 :

« Le port, établi sur le banc de Saint-Marc, est abrité par deux jetées reliées à des terre-pleins et par un brise-lame isolé. D'élégants trois-mâts, des bricks pansus, de fières goélettes, des lougres légers et des vapeurs hauts de bord sont à quai. Des matelots français, anglais, hollandais, norvégiens débarquent du charbon, des grains, des planches de sapins, des tonneaux de vin et des produits chimiques. (..) À notre droite s'étendent de vastes terres-pleins conquis sur la mer, et sur la falaise aussi, qui montre à nu la couleur violette de ses roches (...) Nous passons à travers des maisons d'apparence triste, baraques de briques minces et frêles comme des craquelins, culottées par la fumée des steamers. Elles sont habitées par de petits commerçants de détail, un grand nombre de mastroquets, des gargotiers de troisième classe pour hommes de mer, des marchands de fournitures diverses pour la marine, des commissionnaires et des entreposeurs. (...). »

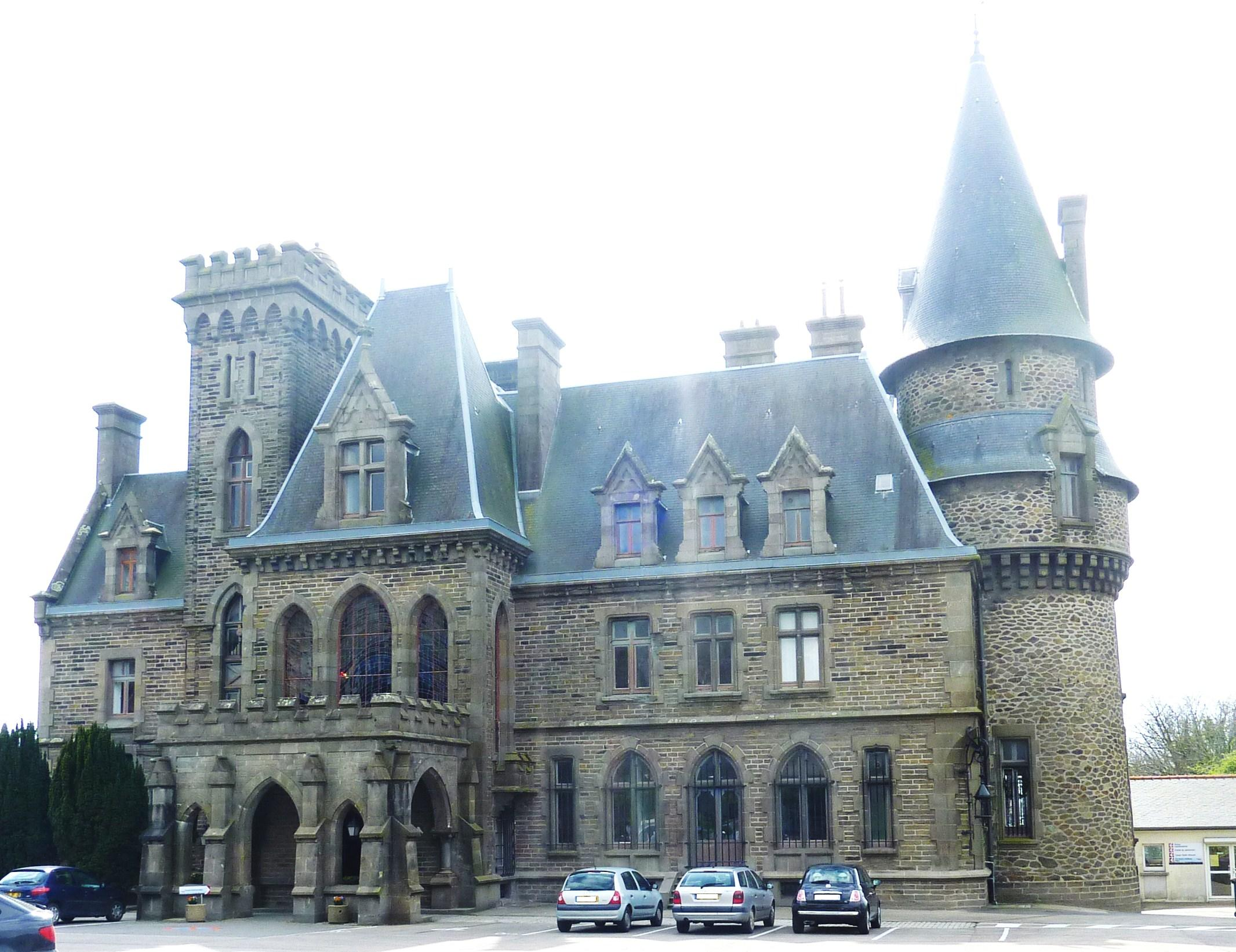
Le château de Ker Stears (lycée Fénelon)

Entre 1882 et 1894 est construit le château néogothique de Ker Stears, accroché à la falaise, en surplomb du port de commerce. Il fut construit par John-Burnett Stears, créateur de l'usine à gaz voisine, et terminé par son épouse Béatrice de Kérédern de Trobriand qui épouse en secondes noces le comte Olivier Marie-Joseph de Rodellec du Portzic. Un établissement d'enseignement privé, le lycée Fénelon, y est désormais implanté aussi appelés le Poudlard de Brest  
Vers 1890, Saint-Marc possède deux écoles publiques, deux écoles privées, l'une tenue par les Frères de la Doctrine Chrétienne, l'autre par les Sœurs de Saint-Joseph.
En 1896, un document indique que les Sœurs de l'Immaculée Conception de Saint-Méen assistaient et soignaient gratuitement les malades de Saint-Marc à domicile.

### LeXXesiècle
En 1921, un Comité National d'Action Laïque est créé (CNAL), puis en 1926 le Comité de défense laïque du Finistère voit le jour ainsi qu'un comité des patronages, celui-ci a pour fonction de regrouper les patronages et d'en créer d'autres. 
Vers 1930, des guinguettes prisées des Brestois existaient encore en bordure de la grève de Saint-Marc, à proximité de la chapelle du Vieux Bourg de Saint-Marc. Elles ne disparurent que lors de la poldérisation de l'anse de Saint-Marc en raison de l'extension progressive de la zone industrialo-portuaire.
S. Castel décrit ainsi l'urbanisation et l'industrialisation de Saint-Marc au début du XXe siècle dans un texte datant de 1932 :

« Quant au faubourg de Saint-Marc, il se peupla encore plus tardivement que les deux premiers [Quatre-Moulins et Kérinou] : alors que dans les deux autres faubourgs, le bourg proprement dit [Saint-Pierre-Quilbignon et Lambézellec] contraste par son caractère rural avec le caractère ouvrier de la rue [Rue Anatole-France dans le premier cas, rue Robespierre dans le deuxième cas], à Saint-Marc le bourg a pris un caractère nettement plus ouvrier : cela est dû à la poudrerie du Moulin-Blanc qui attire à Saint-Marc ses ouvriers. (...) Pour les produits chimiques, (...) la Société anonyme des Produits chimiques de l'Ouest (...), établis à Saint-Marc au bord de la Rade, sont spécialisés dans la fabrication des superphosphates, des engrais composés, du guano dissous, de l'acide sulfurique et des superphosphates. Ils emploient 100 ouvriers. C'est à Saint-Marc également, à proximité du port Tritschler, et vis-à-vis des bâtiments de la Société anonyme des Produits chimiques de l'Ouest, que sont installés les bâtiments des Usines Dior ; ils sont consacrés eux aussi à la fabrication des superphosphates et de l'acide sulfurique (...), de l'acide nitrique, acide muriatique, sulfates de soude, de fer, de plomb, de cuivre ; ils emploient 43 ouvriers. En outre,les Usines Dior possèdent une deuxième usine à Saint-Marc, la Brestoise spécialisée dans la fabrication des produits de blanchiment (cristaux de soude, lessives, eau de Javel »

Le 8 août 1935, les obsèques de Joseph Baraër, ouvrier de l'arsenal, tué les jours précédents lors d'une violente manifestation, qui habitait rue Paul-Doumer se déroulent en présence de plus de 4 000 personnes et son inhumation au cimetière de Kerfautras se transforme en véritable manifestation politique.
Le 25 septembre 1940, des avions de la R.A.F. bombardent le quartier de Saint-Marc, des bombes tombant en particulier rue Saint-Marc et rue Cuvier, dévastant quelques appartements et quelques commerces, la plus grosse bombe tombant à 100 mètres du fort du Guelmeur dans un jardin. « L'émotion et l'indignation des Brestois sont extrêmes » commente le journal Ouest-Éclair.
Le 4 février 1944, André Garrec, Marcel Boucher (de Brest) et Guy Raoul (de Saint-Marc), qui ont tué un gendarme allemand et blessé un autre en tentant d'échapper à un contrôle d'identité, sont abattus par deux autres gendarmes allemands.
L'indépendance communale de Saint-Marc prend fin par l'ordonnance du 27 avril 1945 avec la création du "Grand Brest", Brest absorbant les trois communes voisines : Lambézellec, Saint-Marc et Saint-Pierre-Quilbignon afin de faciliter sa reconstruction. Saint-Marc a conservé sa mairie-annexe.

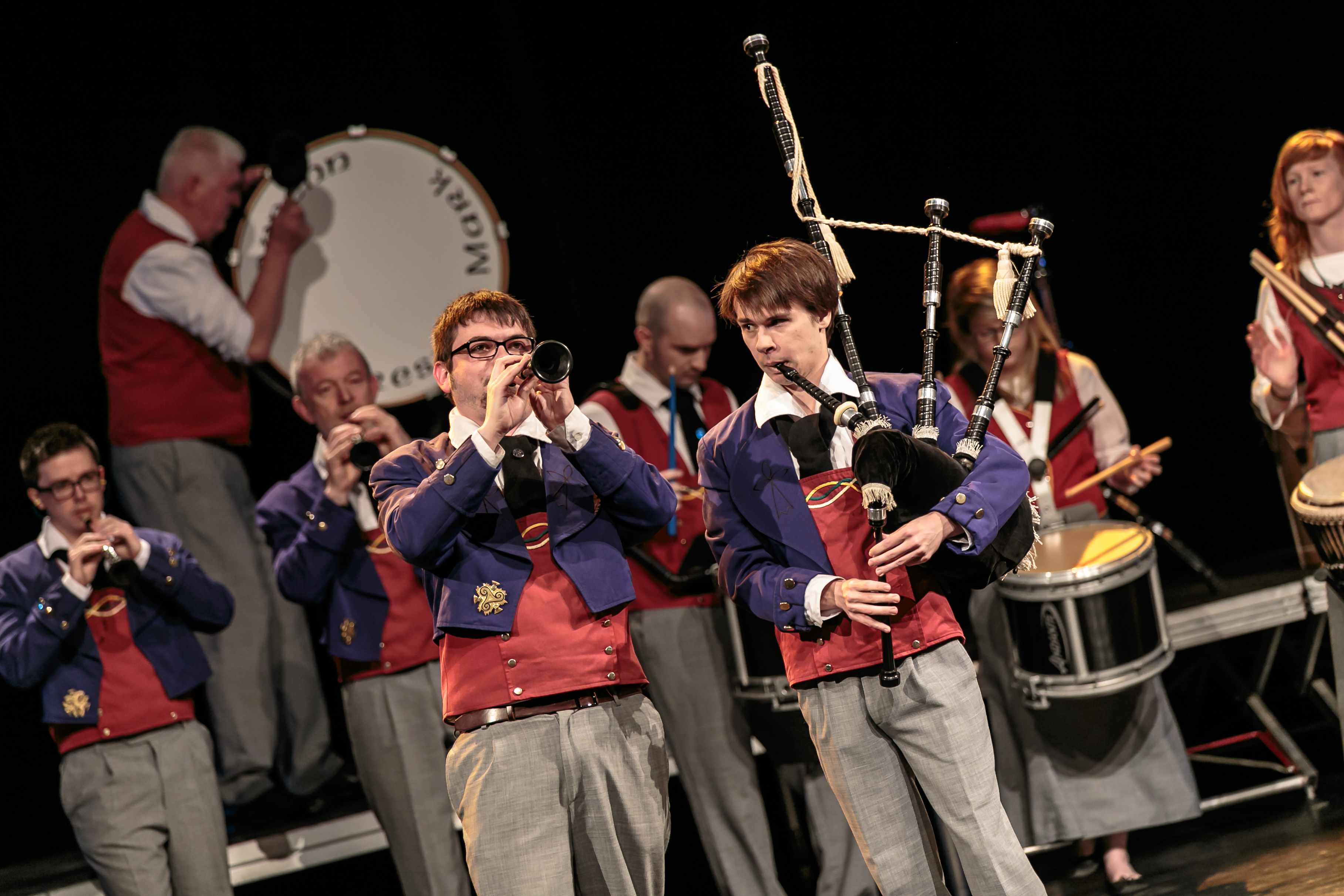
Le bagad de la Kevrenn Brest-Sant-Mark

Le 28 juillet 1947 le liberty-ship Ocean Liberty, chargé de nitrate d'ammonium explose à faible distance de la grève de Saint-Marc causant 29 morts et d'importants dégâts. Yann Camus, gérant du « Café du Bot », au bourg de Saint-Marc, organise une tournée de collecte de fonds pour les sinistrés avec le cercle celtique de Brest. C'est l'acte de naissance de la Kevrenn Brest-Sant-Mark, formation qui marquera profondément l'histoire des bagadoù.
Dans les années 1960, l'anse de Saint-Marc est comblée par un terre-plein qui s'étend du port de commerce de Brest au port de plaisance du Moulin-Blanc et constitue aujourd'hui la zone industrielle portuaire de Brest.

## Démographie
En 1886, la commune de Saint-Marc, d'une superficie de 363 hectares, comptabilise 2291 habitants dont 465 agglomérés. Le nombre des maisons recensées est alors de 227, celui des ménages de 516. En 1885, la consommation de vin y est estimée 38 litres par personne et par an, celle du cidre à 8 litres et celle d'alcool à 6,5 litres.
| 1793  | 1800  | 1806  | 1821  | 1831  | 1836  | 1841  | 1846  | 1851  |
| ----- | ----- | ----- | ----- | ----- | ----- | ----- | ----- | ----- |
| 1 784 | 2 051 | 2 219 | 2 053 | 2 967 | 3 185 | 3 214 | 3 715 | 4 188 |

| 1856  | 1861  | 1866  | 1872  | 1876  | 1881  | 1886  | 1891  | 1896  |
| ----- | ----- | ----- | ----- | ----- | ----- | ----- | ----- | ----- |
| 4 718 | 5 574 | 6 123 | 6 425 | 6 301 | 7 002 | 7 665 | 8 755 | 9 099 |

| 1901   | 1906   | 1911   | 1921   | 1926   | 1931   | 1936   | - | - |
| ------ | ------ | ------ | ------ | ------ | ------ | ------ | - | - |
| 10 332 | 10 943 | 12 010 | 12 003 | 11 325 | 11 947 | 14 233 | - | - |

## Administration
| Période                                  | Période      | Identité            | Étiquette | Qualité            |
| ---------------------------------------- | ------------ | ------------------- | --------- | ------------------ |
| 1854                                     | 1864         | Nicolas Marie Labat |           | maraîcher          |
| 1929                                     | 1935         | Jean Floc'h         |           | Maire              |
| mai 1935                                 | octobre 1944 | Yves Jaouen         |           | Conseiller général |
|                                          |              |                     |           |                    |
| Les données manquantes sont à compléter. |              |                     |           |                    |

## Monuments et sites
- La chapelle du Vieux-bourg de Saint-Marc,ancienne église paroissiale ;
- L'église paroissiale Saint-Marc fut construite à son emplacement actuel en 1866 peu après la création du nouveau bourg de Saint-Marc ; détruite par les bombardements, elle fut reconstruite après la Seconde Guerre mondiale ;
- L'église paroissiale Saint-François du Guelmeur ;
- La maison de retraite et la chapelle de Poul-ar-Bachet ;
- L'auberge de jeunesse de Brest
- Océanopolis (aquarium ouvert en 1989)

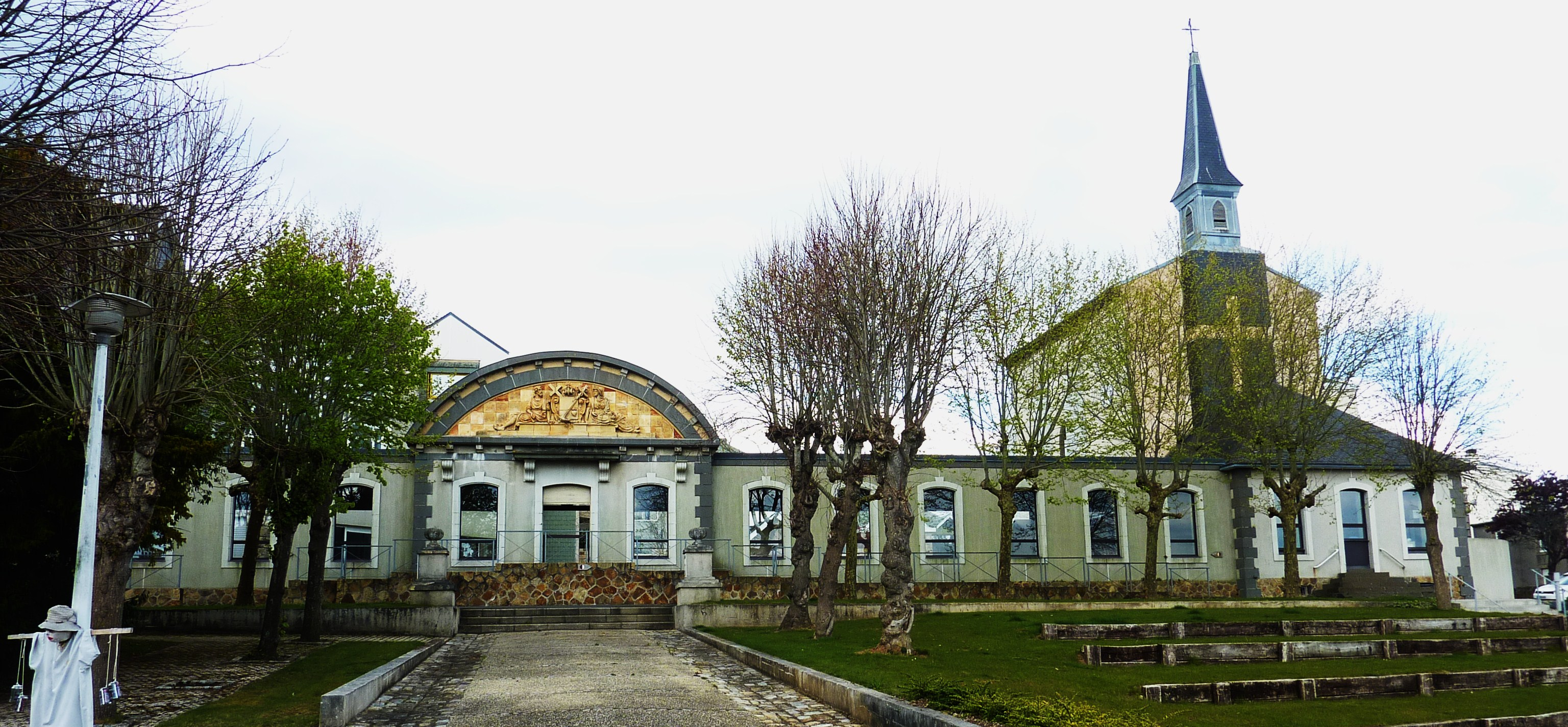
Poul-ar-Bachet : entrée traditionnelle et chapelle
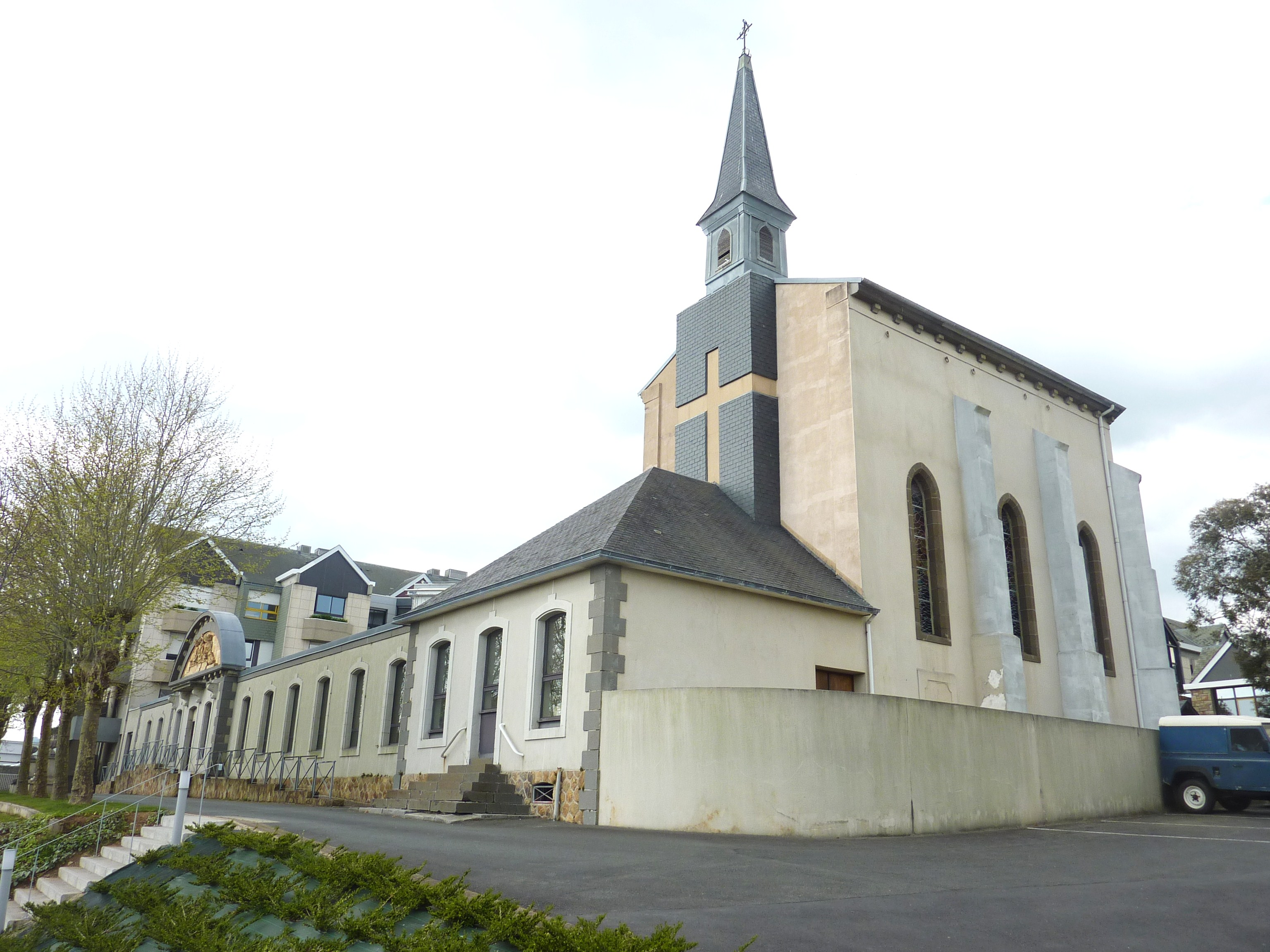
La chapelle de Poul-ar-Bachet